# Сакакура Дзюндзо
Сакакура Дзюндзо (Sakakura Junzō; 1904—1969) — японський архітектор, працював спільно з Ле Корбюзьє, був президентом Архітектурної асоціації Японії.
У своїх проєктах Сакакура об'єднував риси традиційної японської архітектури і досягнення світового архітектурного авангарду.
У 1937 році Сакакура представив Японський павільйон на Всесвітній виставці в Парижі.